# Autobahndreieck Hamburg-Südost
Das Autobahndreieck Hamburg-Südost (Abkürzung: AD Hamburg-Südost; Kurzform: Dreieck Hamburg-Südost) ist ein Autobahndreieck in Hamburg. Es verbindet die Bundesautobahn 1 (Hansalinie; E 22) mit der Bundesautobahn 25 (Marschenautobahn).

## Geografie
Das Autobahndreieck liegt auf dem Stadtgebiet von Hamburg, genauer gesagt im Stadtteil Moorfleet im Bezirk Bergedorf. Umliegende Stadtteile sind Allermöhe, Billbrook, Billwerder, Rothenburgsort und Tatenberg. Es befindet sich etwa 7 km südöstlich der Hamburger Innenstadt und etwa 20 km nordwestlich von Geesthacht. Rund einen Kilometer westlich verläuft die Norderelbe, welche von der A 1 in Richtung Bremen auf der Autobahnbrücke Moorfleet überquert wird.
Das Autobahndreieck Hamburg-Südost trägt auf der A 1 die Anschlussstellennummer 35, auf der A 25 die Nummer 1.

## Geschichte
Ursprünglich war geplant, die A 25 über das Dreieck hinaus mit einem Trassenverlauf über den Horner Kreisel an der A 24, die City Nord, den Flughafen Fuhlsbüttel bis zur A 7 in Höhe Norderstedt zu verlängern. Die Pläne für diese sogenannte „Osttangente“ wurden weitgehend aufgegeben, allerdings gibt es noch einige Bauvorleistungen wie zum Beispiel die Brücke des Jahnrings und der Hebebrandstraße über die noch freigehaltene Trasse.

## Bauform und Ausbauzustand
Die A 1 ist sechsstreifig ausgebaut, die A 25 vierstreifig. Die Relation von der A 1 aus Richtung Norden auf die A 25 ist einspurig, die restlichen Verbindungsrampen sind zweispurig ausgeführt.
Das Dreieck ist als linksgeführte Trompete angelegt. Das Hauptbrückenbauwerk führt die A 25 über die A 1. Zudem bildet das Dreieck auf der A 1 zusammen mit der Anschlussstelle Hamburg-Moorfleet eine sogenannte Doppelanschlussstelle, ihre Verbindungsrampen sind also ebenfalls in den Knotenpunkt integriert.

## Verkehrsaufkommen
Das Dreieck wird im Durchschnitt von täglich rund 110.000 Fahrzeugen befahren.
| Von                        | Nach                        | Durchschnittliche tägliche Verkehrsstärke | Durchschnittliche tägliche Verkehrsstärke | Durchschnittliche tägliche Verkehrsstärke | Anteil Schwerlastverkehr | Anteil Schwerlastverkehr | Anteil Schwerlastverkehr |
| Von                        | Nach                        | 2005                                      | 2010                                      | 2015                                      | 2005                     | 2010                     | 2015                     |
| -------------------------- | --------------------------- | ----------------------------------------- | ----------------------------------------- | ----------------------------------------- | ------------------------ | ------------------------ | ------------------------ |
| AS Hamburg-Moorfleet (A 1) | AD Hamburg-Südost           | 090.200                                   | 096.100                                   | 91.200                                    | 20,1 %                   | 17,7 %                   | 16,5 %                   |
| AD Hamburg-Südost          | AD Norderelbe (A 1)         | 102.500                                   | 106.300                                   | keine Daten                               | 19,4 %                   | 13,5 %                   | keine Daten              |
| AD Hamburg-Südost          | AS Hamburg-Allermöhe (A 25) | 040.600                                   | 037.600                                   | 41.600                                    | 10,1 %                   | 08,6 %                   | 06,7 %                   |

## Anschlussstellen und Fahrbeziehungen
| Richtung Bremen (36) Dreieck Norderelbe ↓↓↓↑↑↑ |                                                | Richtung Lübeck (33) Hamburg-Billstedt ↓↓↓↑↑↑ |
|                                                | ↓↓↑↑ (2) Hamburg-Allermöhe Richtung Geesthacht |                                               |